# SS-Heimatschutz „Slowakei”
SS-Heimatschutz „Slowakei”, do marca 1945 r. Heimatschutz – pomocnicza formacja zbrojna Niemców słowackich pod koniec II wojny światowej.
Wskutek narastającego zagrożenia atakami partyzantów na słowackie wsie zamieszkane przez etnicznych Niemców 25 lipca 1944 r. doszło w Bratysławie do spotkania kierownictwa Związku Niemców Słowackich. Na mocy decyzji Franza Karmasina, przywódcy Związku, na terytorium Państwa Słowackiego miały być formowane oddziały paramilitarnego Heimatschutzu (HS), składającego się z etnicznych Niemców (tzw. Volksdeutsche). 19 sierpnia 1944 r. Franz Karmasin przedstawił swój projekt Reichsführerowi-SS Heinrichowi Himmlerowi, motywując go coraz liczniejszymi atakami partyzanckimi wymierzonymi głównie nie w niemieckie obiekty wojskowe na Słowacji, ale we wsie zamieszkane przez słowackich Niemców. Ostateczna decyzja zapadła pod koniec sierpnia 1944 r. na spotkaniu Franza Karmasina z ambasadorem III Rzeszy w Państwie Słowackim. Formowanie Heimatschutzu rozpoczęło się na początek września 1944 r. Formacja grupowała mężczyzn w wieku od 18 do 60 lat. Jej głównym zadaniem była ochrona skupisk etnicznych Niemców przed atakami partyzantów. Tworzenie nieregularnych oddziałów HS zintensyfikowano podczas słowackiego powstania narodowego, kiedy wzięły one udział w zwalczaniu powstańców. Dokonały wielu zbrodni przeciwko słowackiej ludności cywilnej. W marcu 1945 r. Heimatschutz został przeorganizowany i podporządkowany SS, otrzymując oficjalną nazwę SS-Heimatschutz „Slowakei”. Ze strony SS odpowiadał za to SS-Obersturmbannführer Hans Thumser. Dowódcą SS-Heimatschutz „Slowakei” został SS-Standartenführer Rudolf Pilfousek. Oddziały formacji zostały przeszkolone i zorganizowane na wzór wojskowy. Dozbrojono je bronią niemiecką i słowacką. Pomimo tego, jak pozostałe tego typu formacje, skuteczność bojowa tej formacji była niezbyt wysoka, a morale jej członków niskie. Najlepsi zostali odkomenderowani do różnych jednostek Waffen-SS.